# Andrena impuncta
Andrena impuncta is een vliesvleugelig insect uit de familie Andrenidae. De wetenschappelijke naam van de soort is voor het eerst geldig gepubliceerd in 1837 door Kirby.